# Flor de Pascua
Flor de Pascua är en ort i Mexiko.   Den ligger i kommunen Zapotitlán Tablas och delstaten Guerrero, i den sydöstra delen av landet, 250 km söder om huvudstaden Mexico City. Flor de Pascua ligger 1 366 meter över havet och antalet invånare är 105.
Terrängen runt Flor de Pascua är huvudsakligen kuperad, men österut är den bergig. Runt Flor de Pascua är det ganska glesbefolkat, med 42 invånare per kvadratkilometer. Närmaste större samhälle är Acatepec, 15,8 km norr om Flor de Pascua. I omgivningarna runt Flor de Pascua växer huvudsakligen savannskog.